# Iskradata 1680
Iskradata 1680 8-bitno je računalo koje je razvila i proizvodila slovenska tvrtka Iskra TOZD Računalniki Kranj od 1978. godine. Računarska divizija Iskra TOZD Računalniki Kranj postala je dio Iskra Delta 1984.
Iskradata 1680 se najčešće rabila u automatizaciji industrijskih procesa, tj. kao procesno računalo, zahvaljujući mogućnosti izvršavanja operacija u stvarnom vremenu, ugrađenog modema, A/D i D/A pretvarača, optičko izoliranih prekidnih jedinica, te mogućnosti upravljanja preko 16 raznih prekida. Računalo je zamišljeno kao otvoreni sustav koji je omogućavao korisnicima lako proširivanje dodavanjem novih kartica za proširenje. Prema reklamnim materijalima, Iskradata 1680 zamišljeno je kao laboratorijsko, procesno, školsko i poslovno računalo.

## Značajke
Računalo je bilo izgrađeno korištenjem raznih modula, koje su se mogle dodati na zajedničku sabirnicu. Centralni procesor bio je izgrađen na posebnom modulu skupa s 256 bajta brze statičke memorije i 4 kB EEPROMa. Glavna memorija bilo statička ili dinamička bila je također na posebnim modulima, kao EEPROMi, međuspoj za disketnu jedinicu itd. Iskradata je također proizvodila univerzalne tiskane ploče koje su se mogle dodati Iskradati 1680 i koje su omogućavale korisnicima razvoj vlastitih perifernih jedinica.
- Mikroprocesor
  - Motorola 6800 8-bitni
- RAM: 48 kB
- ROM: 16 kB
- Spremište podataka
  - disketna jedinica 8"
- Ulazno/izlazne jedinice
  - komandna ploča
  - modem (300 bauda)
  - sat u realnom vremenu
  - digitalno/analogni pretvarač
  - serijski priključak RS-232
  - paralelni priključak Centronics
  - mogućnost spajanja 4 terminala
  - modul za 16 programskih prekida
- Operacijski sustav
  - IDOS (Iskra DOS)
- Programska oprema
  - uređivač teksta
  - BASIC prevodilac
  - mikro assembler
  - monitor

## Vanjske poveznice
- Iskradata 1680 (SloRaDe, Slovenska računalniška dediščina)